# أولين (نيويورك)
أولين (بالإنجليزية: Olean, New York)‏ هي مدينة تقع في الولايات المتحدة في مقاطعة كاتاروغوس، نيويورك. يقدر عدد سكانها بـ 14,452 نسمة ومساحتها 16.0 كم2 .

## التركيبة السكانية
حدّد مكتب تعداد الولايات المتحدة بيانات التركيبة السكانية لأولين في تعداد الولايات المتحدة. في ما يلي، التركيبة السكانية حسب تعدادي 2000 و2010.

### تعداد عام 2000
بلغ عدد سكان أولين 15,347 نسمة بحسب تعداد عام 2000، وبلغ عدد الأسر 6,446 أسرة وعدد العائلات 3,806 عائلة مقيمة في المدينة. في حين سجلت الكثافة السكانية 961 نسمة لكل كيلومتر مربع (2,489.0/ميل2). وبلغ عدد الوحدات السكنية 7,121 وحدة بمتوسط كثافة قدره 445.9 لكل كيلومتر مربع (1,154.9/ميل2).
وتوزع التركيب العرقي للمدينة بنسبة 93.31% من البيض و3.47% من الأمريكيين الأفارقة و0.43% من الأمريكيين الأصليين و0.89% من الأمريكيين ذوي الأصول الآسيوية و0.03% من سكان جزر المحيط الهادئ و0.43% من الأعراق الأخرى و1.45% من عرقين مختلطين أو أكثر و1.24% من الهسبانيون أو اللاتينيون من أي عرق.
بلغ عدد الأسر 6,446 أسرة كانت نسبة 31.5% منها لديها أطفال تحت سن الثامنة عشر تعيش معهم، وبلغت نسبة الأزواج القاطنين مع بعضهم البعض 42% من أصل المجموع الكلي للأسر، ونسبة 13.2% من الأسر كان لديها معيلات من الإناث دون وجود شريك، بينما كانت نسبة 3.9% من الأسر لديها معيلون من الذكور دون وجود شريكة وكانت نسبة 41% من غير العائلات. تألفت نسبة 35.3% من أصل جميع الأسر من عدة أفراد يعيشون في نفس المنزل ونسبة 14.1% كانت تتألف من شخص يعيش بمفرده يبلغ من العمر 65 عاماً أو أكثر. وبلغ متوسط حجم الأسرة المعيشية 2.29، أما متوسط حجم العائلات فبلغ 2.97.
بلغ العمر الوسطي للسكان 38.3 عاماً. وكانت نسبة 24.6% من القاطنين تحت سن الثامنة عشر، وكانت نسبة 7.9% بين الثامنة عشر والرابعة والعشرين عاماً، ونسبة 26.5% كانت واقعةً في الفئة العمرية ما بين الخامسة والعشرين والرابعة والأربعين عاماً، ونسبة 21.8% كانت ما بين الخامسة والأربعين والرابعة والستين، ونسبة 15.5% كانت ضمن فئة الخامسة والستين عاماً فما فوق. يوجد لكل 100 أنثى 89.3 ذكر، ويوجد لكل 100 أنثى في الثامنة عشر من عمرها فما فوق 85.8 ذكر.
بلغ متوسط دخل الأسرة في المدينة 30,400 دولارًا، أما متوسط دخل العائلة فبلغ 38,355 دولارًا. وكان متوسط دخل الذكور 32,341 دولارًا مقابل 22,469 دولارًا للإناث. وسجل دخل الفرد الخاص بالمدينة 17,169 دولارًا. وكانت نسبة 13.9% من العائلات ونسبة 15.9% من السكان تحت خط الفقر، وكان من هؤلاء نسبة 20.9% تحت سن الثامنة عشر ونسبة 10.2% في الخامسة والستين من العمر وما فوق.

### تعداد عام 2010
بلغ عدد سكان أولين 14,452 نسمة بحسب تعداد عام 2010، وبلغ عدد الأسر 6,454 أسرة وعدد العائلات 3,516 عائلة مقيمة في المدينة. في حين سجلت الكثافة السكانية 904.9 نسمة لكل كيلومتر مربع (2,343.7/ميل2). وبلغ عدد الوحدات السكنية 7,154 وحدة بمتوسط كثافة قدره 448 لكل كيلومتر مربع (1,160.3/ميل2).
وتوزع التركيب العرقي للمدينة بنسبة 90.59% من البيض و3.66% من الأمريكيين الأفارقة و0.74% من الأمريكيين الأصليين و1.30% من الأمريكيين ذوي الأصول الآسيوية و0.02% من سكان جزر المحيط الهادئ و0.68% من الأعراق الأخرى و3.01% من عرقين مختلطين أو أكثر و2.28% من الهسبانيون أو اللاتينيون من أي عرق.
بلغ عدد الأسر 6,454 أسرة كانت نسبة 27% منها لديها أطفال تحت سن الثامنة عشر تعيش معهم، وبلغت نسبة الأزواج القاطنين مع بعضهم البعض 35.2% من أصل المجموع الكلي للأسر، ونسبة 14.3% من الأسر كان لديها معيلات من الإناث دون وجود شريك، بينما كانت نسبة 4.9% من الأسر لديها معيلون من الذكور دون وجود شريكة وكانت نسبة 45.5% من غير العائلات. تألفت نسبة 37.4% من أصل جميع الأسر من عدة أفراد يعيشون في نفس المنزل ونسبة 14% كانت تتألف من شخص يعيش بمفرده يبلغ من العمر 65 عاماً أو أكثر. وبلغ متوسط حجم الأسرة المعيشية 2.20، أما متوسط حجم العائلات فبلغ 2.90.
بلغ العمر الوسطي للسكان 38.9 عاماً. وكانت نسبة 22.6% من القاطنين تحت سن الثامنة عشر، وكانت نسبة 9.3% بين الثامنة عشر والرابعة والعشرين عاماً، ونسبة 25.3% كانت واقعةً في الفئة العمرية ما بين الخامسة والعشرين والرابعة والأربعين عاماً، ونسبة 27.1% كانت ما بين الخامسة والأربعين والرابعة والستين، ونسبة 15.7% كانت ضمن فئة الخامسة والستين عاماً فما فوق. وتوزع التركيب الجنسي للسكان بنسبة 48% ذكور و52% إناث.

## المناخ
يظهر الجدول التالي التغييرات المناخية على مدار السنة لأولين:
| البيانات المناخية لـأولين         | البيانات المناخية لـأولين | البيانات المناخية لـأولين | البيانات المناخية لـأولين | البيانات المناخية لـأولين | البيانات المناخية لـأولين | البيانات المناخية لـأولين | البيانات المناخية لـأولين | البيانات المناخية لـأولين | البيانات المناخية لـأولين | البيانات المناخية لـأولين | البيانات المناخية لـأولين | البيانات المناخية لـأولين | البيانات المناخية لـأولين |
| الشهر                             | يناير                     | فبراير                    | مارس                      | أبريل                     | مايو                      | يونيو                     | يوليو                     | أغسطس                     | سبتمبر                    | أكتوبر                    | نوفمبر                    | ديسمبر                    | المعدل السنوي             |
| --------------------------------- | ------------------------- | ------------------------- | ------------------------- | ------------------------- | ------------------------- | ------------------------- | ------------------------- | ------------------------- | ------------------------- | ------------------------- | ------------------------- | ------------------------- | ------------------------- |
| الدرجة القصوى °ف (°م)             | 62 (17)                   | 65 (18)                   | 82 (28)                   | 88 (31)                   | 92 (33)                   | 91 (33)                   | 97 (36)                   | 93 (34)                   | 88 (31)                   | 82 (28)                   | 76 (24)                   | 68 (20)                   | 97 (36)                   |
| متوسط درجة الحرارة الكبرى °ف (°م) | 31 (−1)                   | 34 (1)                    | 44 (7)                    | 56 (13)                   | 68 (20)                   | 76 (24)                   | 79 (26)                   | 78 (26)                   | 70 (21)                   | 60 (16)                   | 47 (8)                    | 36 (2)                    | 57 (14)                   |
| متوسط درجة الحرارة الصغرى °ف (°م) | 11 (−12)                  | 12 (−11)                  | 21 (−6)                   | 31 (−1)                   | 40 (4)                    | 49 (9)                    | 54 (12)                   | 53 (12)                   | 45 (7)                    | 34 (1)                    | 28 (−2)                   | 18 (−8)                   | 33 (0)                    |
| أدنى درجة حرارة °ف (°م)           | −34 (−37)                 | −32 (−36)                 | −20 (−29)                 | 8 (−13)                   | 19 (−7)                   | 26 (−3)                   | 35 (2)                    | 31 (−1)                   | 23 (−5)                   | 12 (−11)                  | 0 (−18)                   | −25 (−32)                 | −34 (−37)                 |
| الهطول إنش (مم)                   | 2.31 (59)                 | 1.91 (49)                 | 2.77 (70)                 | 3.10 (79)                 | 3.40 (86)                 | 5.07 (129)                | 4.21 (107)                | 3.78 (96)                 | 4.12 (105)                | 3.13 (80)                 | 3.17 (81)                 | 2.75 (70)                 | 39.72 (1٬009)             |
| المصدر: The Weather Channel       |                           |                           |                           |                           |                           |                           |                           |                           |                           |                           |                           |                           |                           |

## أعلام
- جون ولس
- فريدريك إس. مارتن
- أو. فرانك تاتل
- آرثر هاركنز
- جورج هارمون كوكس
- دونالد إينيس
- بوبي جونستون
- فرانك وايلاند هيغينز